# ゴンサロ・バジェ
ゴンサロ・ロベルト・バジェ・ブスタマンテ（Gonzalo Roberto Valle Bustamante, 1996年2月28日 - ）は、エクアドル・リオバンバ出身のサッカー選手。セリエA・LDUキト所属。エクアドル代表。ポジションはゴールキーパー。

## クラブ経歴

### グアヤキル・シティ
2014年にグアヤキル・シティに加入。2017年にセリエAデビューを果たした。
2023年1月11日、グアヤキル・シティとの契約を2026年まで延長した。

### LDUキト
2024年1月12日、LDUキトに移籍した。

## 代表経歴
2025年6月5日、2026 FIFAワールドカップ・南米予選・ブラジル戦でA代表デビューを果たした。